# Atli Heimir Sveinsson
Atli Heimir Sveinsson (ur. 21 września 1938 w Reykjavíku, zm. 20 kwietnia 2019) – islandzki kompozytor i pedagog.

## Życiorys
Ukończył studia pianistyczne pod kierunkiem Rögnvaldura Sigurjónssona w konserwatorium w Reykjavíku. W latach 1959–1962 uczył się w Staatliche Hochschule für Musik w Kolonii u Güntera Raphaela, Rudolfa Petzolda i Bernda Aloisa Zimmermanna. Od 1959 do 1961 roku był uczestnikiem Międzynarodowych Letnich Kursów Nowej Muzyki w Darmstadcie, gdzie uczęszczał na wykłady prowadzone przez Karlheinza Stockhausena i Henri Pousseura. Uczestniczył także w kursach muzyki współczesnej w Kolonii oraz u Gottfrieda Michaela Koeniga w Bilthoven.
Współpracował z radiem islandzkim, działał jako dyrygent i organizator życia kulturalnego. Od 1978 roku wykładał w konserwatorium w Reykjavíku. W latach 1972–1983 był prezesem związku kompozytorów islandzkich. W 1976 roku, jako pierwszy islandzki kompozytor, otrzymał nagrodę muzyczną Rady Nordyckiej (za Koncert fletowy). W 1978 roku otrzymał Odznakę honorową „Zasłużony dla Kultury Polskiej”.

## Twórczość
W swojej twórczości poszukiwał rozmaitych środków wyrazu, stale eksperymentował w poszukiwaniu elementów najbardziej przydatnych przy tworzeniu dzieła, nad którym aktualnie pracował. Sięgał po prawie wszystkie nurty typowe dla muzyki drugiej połowy XX wieku: serializm, aleatoryzm, muzykę graficzną, teatr instrumentalny, minimalizm, a także elementy jazzu, rocka i inspiracje z pozaeuropejskich kultur muzycznych. Utrzymywał kontakty z kompozytorami polskimi, stąd w jego twórczości można odnaleźć wpływy języka muzycznego Kazimierza Serockiego i Witolda Lutosławskiego.

## Wybrane kompozycje
(na podstawie materiałów źródłowych)

### Utwory orkiestrowe
- Hlými na orkiestrę kameralną (1963)
- Tautophony (1965)
- Tengsl (1970)
- koncert altówkowy Könnun (1971)
- Flower Shower (1973)
- Hreinn: Gallery sum 1974 (1974)
- Koncert fletowy (1973–1974)
- Hreinn Gallery Súm (1974)
- Hjakk (1979)
- koncert na fagot Trobar Clus (1980)
- koncert na puzon Jubilus (1984)
- Recitation na fortepian i orkiestrę kameralną (1984)
- Jubilus II na fagot, instrumenty dęte, perkusję i taśmę (1986)
- Dreamboat na skrzypce, klawesyn i orkiestrę (1987)
- A Gledistundu na orkiestrę kameralną (1989)
- Röckerauschen, Bruit des Robes na orkiestrę kameralną (1993)
- Koncert na kwartet saksofonowy i orkiestrę (1994)
- koncert fortepianowy Eltdecken (1995)
- koncert wiolonczelowy Erjur (1997)
- Íslenskt Rapp V (1998)

### Utwory kameralne
- Intermezzo from „Dimmalimm” na flet i fortepian (1971)
- Xanties na flet i fortepian (1975)
- Septet (1976)
- Plutot Blanche Qu’azureé na klarnet, wiolonczelę i fortepian (1976)
- Tuttugu og ein tónamínúta na flet (1980)
- Fantastic Rondos na klarnet, puzon, wiolonczelę i fortepian (1980)
- Precious Dances na gitarę, flet, klarnet, wiolonczelę i fortepian (1983)
- Bicentennial na kwartet smyczkowy (1984)
- Trio na skrzypce, wiolonczelę i fortepian (1985)
- Dal regno del silenzio na wiolonczelę (1989)
- Kwartet na 4 flety (1991)
- Tanzfiguren na akordeon i kwintet dęty (1992)
- Grand Duo Concertante III na flet, wiolonczelę i taśmę (1995)
- Fantastic Rondos III na flet, obój, klarnet, wiolonczelę, fortepian i sopran (1996)

### Utwory na chór a cappella
- Madrigaletto (1974)
- Heilræði (1980)

### Utwory wokalno-instrumentalne
- Aria na sopran i 5 instrumentów (1977)
- Bizzarreries na sopran, flet i fortepian (1978)
- Ljóðakorn na głos i fortepian (1981)
- Haustmyndir na chór, 2 skrzypiec, wiolonczelę i akordeon (1982)
- The Night on Our Shoulders na sopran, alt, chór żeński i orkiestrę (1986)
- Opplaring na sopran i instrumenty dęte (1991)

### Utwory multimedialne
- Ode to the Stone na fortepian, recytatora i projektor (1983)

### Opery
- opera Silkitromman (wyst. Reykjavík 1982)
- opera telewizyjna Vikivaki (1989–1990)
- opera kameralna Tunglskinseyjan (1995, wyst. Pekin 1997)
- opera Hertervig (1997)